# Райнштедт
Райнштедт (нім. Reinstädt) — громада в Німеччині, розташована в землі Тюрингія. Входить до складу району Заале-Гольцланд. Складова частина об'єднання громад Зюдліхес-Заалеталь.
Площа — 17,94 км2. Населення становить 460 ос. (станом на 31 грудня 2021).